# Radeon RX Vega
Radeon RX Vega — серія графічних процесорів, розроблена AMD. Ці графічні процесори використовують архітектуру Graphics Core Next (GCN) 5-го покоління із кодовою назвою Vega і виготовлялися за технологією FinFET 14 нм, розробленою Samsung Electronics та ліцензованою GlobalFoundries. Серія складається з настільних відеокарт та APU, призначених для ПК, ноутбуків та вбудованих додатків.
Лінійка вийшла 14 серпня 2017 року. Сюди входили RX Vega 56 та RX Vega 64 за ціною $399 та $499 відповідно. За ними в жовтні 2017 року пішли два мобільних APU, Ryzen 2500U і Ryzen 2700U. У лютому 2018 року було випущено два настільні APU, Ryzen 3 2200G і Ryzen 5 2400G, а також лінійка APU Ryzen Embedded V1000. У вересні 2018 року AMD анонсувала кілька APU Vega у своїй лінійці продуктів Athlon. Пізніше, у січні 2019 року, був оголошений Radeon VII на базі 7- нм вузла FinFET, виготовленого компанією TSMC.

## Історія
Мікроархітектура Vega - це лінійка графічних карт AMD високого класу є спадкоємницею продуктів ентузіастів Fury серії R9 300. Часткові характеристики архітектури та графічного процесора Vega 10 були оголошені з Radeon Instinct MI25 у грудні 2016 року. Пізніше AMD дражнила деталі архітектури Vega.

### Анонс
Vega була анонсована на презентації AMD в рамках CES 2017, 5 січня 2017 року  майже разом із лінійкою процесорів AMD Ryzen.

## Нові можливості
Vega націлена на збільшення інструкцій на такт, вищі тактові частоти та підтримку HBM2.
Vega AMD має нову ієрархію пам’яті, кеш-пам’ять з високою пропускною здатністю та контролер. 
Підтримка HBM2 з подвійною пропускною здатністю на контакт, ніж у HBM попереднього покоління. HBM2 забезпечує більшу ємність із менш ніж половиною розміру пам'яті GDDR5. Архітектура Vega оптимізована для потокової передачі дуже великих наборів даних і може працювати з різними типами пам'яті з віртуальним адресним простором до 512 ТБ. 
Примітивний шейдер для покращеної обробки геометрії. Замінює шейдери вершин і геометрії в конвеєрах обробки геометрії на більш програмований перший етап. Етап примітивного шейдера є більш ефективним, впроваджує інтелектуальні технології балансування навантаження та більшу пропускну здатність.
NCU: Next Compute Unit — обчислювальний механізм нового покоління. Графічний процесор Vega представила обчислювальний блок наступного покоління. Універсальна архітектура з гнучкими обчислювальними блоками, які можуть обробляти 8-розрядні, 16-розрядні, 32-розрядні або 64-розрядні операції в кожному такті. І працювати на більш високих частотах. Vega підтримує Rapid Packed Math, обробляючи дві напівточні (16-розрядні) одночасно з однією 32-розрядною операцією з плаваючою комою. З архітектурою Vega можна отримати до 128 32-розрядних, 256 16-розрядних або 512 8-розрядних операцій на такт.
Draw Stream Binning Rasterizer розроблений для підвищення продуктивності та енергоефективності. Це дозволяє «обрати один раз, один раз затінити» пікселі за допомогою використання розумного кешу на чіпі та раннього видалення пікселів, невидимих у фінальній сцені.
Карти Vega можуть споживати порівняно менше енергії разом із такою ж або навіть кращою продуктивністю, коли карта знаходиться під напругою. Напруга 0,25 В для карти прохолодне та ефективне.
Vega підтримує новіший рівень функцій Direct3D з 12_0 до 12_1.
Растеризатор Vega забезпечує підтримку апаратного прискорення для Rasterizer Ordered Views і Conservative Rasterisation Tier 3.

## Продукти

### Настільні моделі

#### RX Vega
| Модель (кодове ім'я)                 | Дата виходу і ціна      | Архітектура і техпроцес         | Транзистори і площа ядра | Ядро              | Ядро          | Швидкість заповнення | Швидкість заповнення | GFLOPS      | GFLOPS      | GFLOPS   | Пам'ять       | Пам'ять     | Пам'ять        | Пам'ять                    | TBP (Вт) | Інтерфейс вводу-виводу |
| Модель (кодове ім'я)                 | Дата виходу і ціна      | Архітектура і техпроцес         | Транзистори і площа ядра | Конфігурація      | Частота (МГц) | ГТ/с                 | ГП/с                 | Половина    | Одинарна    | Подвійна | Тип і ширина  | Об'єм (ГіБ) | Частота (МТ/с) | Пропускна здатність (Гб/с) | TBP (Вт) | Інтерфейс вводу-виводу |
| ------------------------------------ | ----------------------- | ------------------------------- | ------------------------ | ----------------- | ------------- | -------------------- | -------------------- | ----------- | ----------- | -------- | ------------- | ----------- | -------------- | -------------------------- | -------- | ---------------------- |
| Radeon RX Vega 56 (Vega10 XL)        | 28 серпня 2017 $399 USD | GCN 5th gen Samsung/GloFo 14LPP | 12.5×109 486 мм2         | 3584:224:64 56 CU | 1156 1471     | 258.9 329.5          | 74.0 94.1            | 16572 21088 | 8286 10544  | 518 659  | HBM2 2048-біт | 8           | 1600           | 410                        | 210      | PCIe 3.0 ×16           |
| Radeon RX Vega 64 (Vega10 XT)        | 14 серпня 2017 $499 USD | GCN 5th gen Samsung/GloFo 14LPP | 12.5×109 486 мм2         | 4096:256:64 64 CU | 1247 1546     | 319.2 395.8          | 79.8 98.9            | 20431 25330 | 10215 12665 | 638 792  | HBM2 2048-біт | 8           | 1890           | 483.8                      | 295      | PCIe 3.0 ×16           |
| Radeon RX Vega 64 Liquid (Vega10 XT) | 14 серпня 2017 $699 USD | GCN 5th gen Samsung/GloFo 14LPP | 12.5×109 486 мм2         | 4096:256:64 64 CU | 1406 1677     | 359.9 429.3          | 90.0 107.3           | 23036 27476 | 11518 13738 | 720 859  | HBM2 2048-біт | 8           | 1890           | 483.8                      | 345      | PCIe 3.0 ×16           |

1. 1 2 3  Значення підсилене (якщо є) наведено під базовим значенням курсивом.
2. ↑  Швидкість заповнення текстури розраховується як кількість блоків відображення текстури, помножена на базову (або прискорюючу) тактову частоту ядра.
3. ↑  Швидкість заповнення пікселів розраховується як кількість вихідних одиниць візуалізації, помножена на базову (або прискорюючу) тактову частоту ядра.
4. ↑  Точна продуктивність розраховується на основі базової (або розширеної) тактової частоти ядра на основі операції FMA.
5. ↑  Уніфіковані шейдери : Текстурні блоки : Блоки растеризації :  Обчислювальні одиниці (CU)
6. ↑  GlobalFoundries' 14 нм 14LPP FinFET процес вироблявся за другим-джерелом від Samsung Electronics.[25]

#### Radeon VII
| Модель (кодове ім'я) | Дата виходу і ціна     | Архітектура і техпроцес | Транзистори і площа ядра | Ядро              | Ядро          | Швидкість заповнення | Швидкість заповнення | GFLOPS        | GFLOPS        | GFLOPS        | Пам'ять       | Пам'ять     | Пам'ять        | Пам'ять                    | TBP (Вт) | Інтерфейс вводу-виводу |
| Модель (кодове ім'я) | Дата виходу і ціна     | Архітектура і техпроцес | Транзистори і площа ядра | Конфігурація      | Частота (МГц) | ГТ/с                 | ГП/с                 | Половина      | Одинарна      | Подвійна      | Тип і ширина  | Об'єм (ГіБ) | Частота (МТ/с) | Пропускна здатність (Гб/с) | TBP (Вт) | Інтерфейс вводу-виводу |
| -------------------- | ---------------------- | ----------------------- | ------------------------ | ----------------- | ------------- | -------------------- | -------------------- | ------------- | ------------- | ------------- | ------------- | ----------- | -------------- | -------------------------- | -------- | ---------------------- |
| Radeon VII (Vega 20) | 7 лютого 2019 $699 USD | GCN 5th gen TSMC 7FF    | 13.2×109 331 мм2         | 3840:240:64 60 CU | 1400 1750     | 336 420              | 89.6 112             | 22,272 27,648 | 11,136 13,824 | 2,784 3,458.5 | HBM2 4096-біт | 16          | 2000           | 1028                       | 300      | PCIe 3.0 ×16           |

1. 1 2 3  Значення підсилене (якщо є) наведено під базовим значенням курсивом.
2. ↑  Швидкість заповнення текстури розраховується як кількість блоків відображення текстури, помножена на базову (або прискорюючу) тактову частоту ядра.
3. ↑  Швидкість заповнення пікселів розраховується як кількість вихідних одиниць візуалізації, помножена на базову (або прискорюючу) тактову частоту ядра.
4. ↑  Точна продуктивність розраховується на основі базової (або розширеної) тактової частоти ядра на основі операції FMA.
5. ↑  Уніфіковані шейдери : Текстурні блоки : Блоки растеризації :  Обчислювальні одиниці (CU)

#### Моделі для робочих станцій
| Модель (кодове ім'я)                         | Дата виходу    | Архітектура і техпроцес | Транзистори і площа ядра | Ядро         | Ядро          | Швидкість заповнення | Швидкість заповнення | GFLOPS   | GFLOPS   | GFLOPS   | Пам'ять       | Пам'ять     | Пам'ять        | Пам'ять                    | TBP (Вт) | Інтерфейс вводу-виводу | Ціна в момент виходу (USD) |
| Модель (кодове ім'я)                         | Дата виходу    | Архітектура і техпроцес | Транзистори і площа ядра | Конфігурація | Частота (МГц) | ГТ/с                 | ГП/с                 | Половина | Одинарна | Подвійна | Тип і ширина  | Об'єм (ГіБ) | Частота (МТ/с) | Пропускна здатність (Гб/с) | TBP (Вт) | Інтерфейс вводу-виводу | Ціна в момент виходу (USD) |
| -------------------------------------------- | -------------- | ----------------------- | ------------------------ | ------------ | ------------- | -------------------- | -------------------- | -------- | -------- | -------- | ------------- | ----------- | -------------- | -------------------------- | -------- | ---------------------- | -------------------------- |
| Radeon Vega Frontier Edition (Air Cooled)    | 27 червня 2017 | GCN 5th gen (14 нм)     | 12.5×109 484 мм2         | 4096:256:64  | 1382          | 409.6                | 102.4                | 22643    | 11321    | 707.6    | HBM2 2048-біт | 16          | 1890           | 483.8                      | 300      | PCIe 3.0 ×16           | $999                       |
| Radeon Vega Frontier Edition (Liquid Cooled) | 27 червня 2017 | GCN 5th gen (14 нм)     | 12.5×109 484 мм2         | 4096:256:64  | 1600          | 409.6                | 102.4                | 26214    | 13107    | 819.2    | HBM2 2048-біт | 16          | 1890           | 483.8                      | 350      | PCIe 3.0 ×16           | $1499                      |

1. 1 2 3  Значення підсилене (якщо є) наведено під базовим значенням курсивом.
2. ↑  Швидкість заповнення текстури розраховується як кількість блоків відображення текстури, помножена на базову (або прискорюючу) тактову частоту ядра.
3. ↑  Швидкість заповнення пікселів розраховується як кількість вихідних одиниць візуалізації, помножена на базову (або прискорюючу) тактову частоту ядра.
4. ↑  Точна продуктивність розраховується на основі базової (або розширеної) тактової частоти ядра на основі операції FMA.
5. ↑  Уніфіковані шейдери : Текстурні блоки : Блоки растеризації :  Обчислювальні одиниці (CU)

### APU для настільних ПК

#### Raven Ridge (2018)
| Модель                   | Техпроцес  | Центральний процесор | Центральний процесор | Центральний процесор | Центральний процесор           | Центральний процесор | Центральний процесор | Графічний процесор | Графічний процесор | Графічний процесор | Графічний процесор | Підтримка пам'яті        | TDP      | Дата виходу і ціна       |
| Модель                   | Техпроцес  | Ядер (потоків)       | Частота (ГГц)        | Частота (ГГц)        | Кеш                            | Кеш                  | Кеш                  | Модель             | Конфігурація       | Частота            | GFLOPS             | Підтримка пам'яті        | TDP      | Дата виходу і ціна       |
| Модель                   | Техпроцес  | Ядер (потоків)       | Базова               | Boost                | L1                             | L2                   | L3                   | Модель             | Конфігурація       | Частота            | GFLOPS             | Підтримка пам'яті        | TDP      | Дата виходу і ціна       |
| ------------------------ | ---------- | -------------------- | -------------------- | -------------------- | ------------------------------ | -------------------- | -------------------- | ------------------ | ------------------ | ------------------ | ------------------ | ------------------------ | -------- | ------------------------ |
| Athlon 200GE             | GloFo 14LP | 2 (4)                | 3.2                  | Н/Д                  | 64 КБ інст. 32 КБ дані на ядро | 512 КБ на ядро       | 4 МБ                 | Vega 3             | 192:12:4 3 CU      | 1000 МГц           | 384                | DDR4-2666 дво- канальний | 35 Вт    | 6 вересня 2018 US $55    |
| Athlon Pro 200GE         | GloFo 14LP | 2 (4)                | 3.2                  | Н/Д                  | 64 КБ інст. 32 КБ дані на ядро | 512 КБ на ядро       | 4 МБ                 | Vega 3             | 192:12:4 3 CU      | 1000 МГц           | 384                | DDR4-2666 дво- канальний | 35 Вт    | 6 вересня 2018 OEM       |
| Athlon 220GE             | GloFo 14LP | 2 (4)                | 3.4                  | Н/Д                  | 64 КБ інст. 32 КБ дані на ядро | 512 КБ на ядро       | 4 МБ                 | Vega 3             | 192:12:4 3 CU      | 1000 МГц           | 384                | DDR4-2666 дво- канальний | 35 Вт    | 21 грудня 2018 US $65    |
| Athlon 240GE             | GloFo 14LP | 2 (4)                | 3.5                  | Н/Д                  | 64 КБ інст. 32 КБ дані на ядро | 512 КБ на ядро       | 4 МБ                 | Vega 3             | 192:12:4 3 CU      | 1000 МГц           | 384                | DDR4-2666 дво- канальний | 35 Вт    | 21 грудня 2018 US $75    |
| Athlon 3000G             | GloFo 14LP | 2 (4)                | 3.5                  | Н/Д                  | 64 КБ інст. 32 КБ дані на ядро | 512 КБ на ядро       | 4 МБ                 | Vega 3             | 192:12:4 3 CU      | 1100 МГц           | 424.4              | DDR4-2666 дво- канальний | 35 Вт    | 19 листопада 2019 US $49 |
| Athlon Silver 3050GE     | GloFo 14LP | 2 (4)                | 3.4                  | Н/Д                  | 64 КБ інст. 32 КБ дані на ядро | 512 КБ на ядро       | 4 МБ                 | Vega 3             | 192:12:4 3 CU      | 1100 МГц           | 424.4              | DDR4-2666 дво- канальний | 35 Вт    | 21 липня 2020 OEM        |
| Athlon Silver Pro 3125GE | GloFo 14LP | 2 (4)                | 3.4                  | Н/Д                  | 64 КБ інст. 32 КБ дані на ядро | 512 КБ на ядро       | 4 МБ                 | Vega 3             | 192:12:4 3 CU      | 1100 МГц           | 424.4              | DDR4-2666 дво- канальний | 35 Вт    | 21 липня 2020 OEM        |
| Ryzen 3 2200GE           | GloFo 14LP | 4 (4)                | 3.2                  | 3.6                  | 64 КБ інст. 32 КБ дані на ядро | 512 КБ на ядро       | 4 МБ                 | Vega 8             | 512:32:16 8 CU     | 1100 МГц           | 1126               | DDR4-2933 дво- канальний | 35 Вт    | 19 квітня 2018 OEM       |
| Ryzen 3 Pro 2200GE       | GloFo 14LP | 4 (4)                | 3.2                  | 3.6                  | 64 КБ інст. 32 КБ дані на ядро | 512 КБ на ядро       | 4 МБ                 | Vega 8             | 512:32:16 8 CU     | 1100 МГц           | 1126               | DDR4-2933 дво- канальний | 35 Вт    | 10 травня 2018 OEM       |
| Ryzen 3 2200G            | GloFo 14LP | 4 (4)                | 3.5                  | 3.7                  | 64 КБ інст. 32 КБ дані на ядро | 512 КБ на ядро       | 4 МБ                 | Vega 8             | 512:32:16 8 CU     | 1100 МГц           | 1126               | DDR4-2933 дво- канальний | 45–65 Вт | 12 лютого 2018 US $99    |
| Ryzen 3 Pro 2200G        | GloFo 14LP | 4 (4)                | 3.5                  | 3.7                  | 64 КБ інст. 32 КБ дані на ядро | 512 КБ на ядро       | 4 МБ                 | Vega 8             | 512:32:16 8 CU     | 1100 МГц           | 1126               | DDR4-2933 дво- канальний | 45–65 Вт | 10 травня 2018 OEM       |
| Ryzen 5 2400GE           | GloFo 14LP | 4 (8)                | 3.2                  | 3.8                  | 64 КБ інст. 32 КБ дані на ядро | 512 КБ на ядро       | 4 МБ                 | RX Vega 11         | 704:44:16          | 1250 МГц           | 1760               | DDR4-2933 дво- канальний | 35 Вт    | 19 квітня 2018 OEM       |
| Ryzen 5 Pro 2400GE       | GloFo 14LP | 4 (8)                | 3.2                  | 3.8                  | 64 КБ інст. 32 КБ дані на ядро | 512 КБ на ядро       | 4 МБ                 | RX Vega 11         | 704:44:16          | 1250 МГц           | 1760               | DDR4-2933 дво- канальний | 35 Вт    | 10 травня 2018 OEM       |
| Ryzen 5 2400G            | GloFo 14LP | 4 (8)                | 3.6                  | 3.9                  | 64 КБ інст. 32 КБ дані на ядро | 512 КБ на ядро       | 4 МБ                 | RX Vega 11         | 704:44:16          | 1250 МГц           | 1760               | DDR4-2933 дво- канальний | 45–65 Вт | 12 лютого 2018 US $169   |
| Ryzen 5 Pro 2400G        | GloFo 14LP | 4 (8)                | 3.6                  | 3.9                  | 64 КБ інст. 32 КБ дані на ядро | 512 КБ на ядро       | 4 МБ                 | RX Vega 11         | 704:44:16          | 1250 МГц           | 1760               | DDR4-2933 дво- канальний | 45–65 Вт | 10 травня 2018 OEM       |

#### Picasso (2019)
| Модель                   | Техпроцес | Центральний процесор | Центральний процесор | Центральний процесор | Центральний процесор           | Центральний процесор | Центральний процесор | Графічний процесор | Графічний процесор | Графічний процесор | Графічний процесор | Підтримка пам'яті        | TDP      | Дата виходу і ціна   |
| Модель                   | Техпроцес | Ядер (потоків)       | Частота (ГГц)        | Частота (ГГц)        | Кеш                            | Кеш                  | Кеш                  | Модель             | Конфігурація       | Частота            | GFLOPS             | Підтримка пам'яті        | TDP      | Дата виходу і ціна   |
| Модель                   | Техпроцес | Ядер (потоків)       | Базова               | Boost                | L1                             | L2                   | L3                   | Модель             | Конфігурація       | Частота            | GFLOPS             | Підтримка пам'яті        | TDP      | Дата виходу і ціна   |
| ------------------------ | --------- | -------------------- | -------------------- | -------------------- | ------------------------------ | -------------------- | -------------------- | ------------------ | ------------------ | ------------------ | ------------------ | ------------------------ | -------- | -------------------- |
| Athlon Pro 300GE         | 12 нм     | 2 (4)                | 3.4                  | Н/Д                  | 64 КБ інст. 32 КБ дані на ядро | 512 КБ на ядро       | 4 МБ                 | Vega 3             | 192:12:4 3 CU      | 1100 МГц           | 424.4              | DDR4-2667 дво- канальний | 35 Вт    | 30 вересня 2019 OEM  |
| Athlon Silver Pro 3125GE | 12 нм     | 2 (4)                | 3.4                  | Н/Д                  | 64 КБ інст. 32 КБ дані на ядро | 512 КБ на ядро       | 4 МБ                 | Vega 3             | 192:12:4 3 CU      | 1100 МГц           | 424.4              | DDR4-2667 дво- канальний | 35 Вт    | 21 липня 2020 OEM    |
| Athlon Gold 3150GE       | 12 нм     | 4 (4)                | 3.3                  | 3.8                  | 64 КБ інст. 32 КБ дані на ядро | 512 КБ на ядро       | 4 МБ                 | Vega 3             | 192:12:4 3 CU      | 1100 МГц           | 424.4              | DDR4-2933 дво- канальний | 35 Вт    | 21 липня 2020 OEM    |
| Athlon Gold Pro 3150GE   | 12 нм     | 4 (4)                | 3.3                  | 3.8                  | 64 КБ інст. 32 КБ дані на ядро | 512 КБ на ядро       | 4 МБ                 | Vega 3             | 192:12:4 3 CU      | 1100 МГц           | 424.4              | DDR4-2933 дво- канальний | 35 Вт    | 21 липня 2020 OEM    |
| Athlon Gold 3150G        | 12 нм     | 4 (4)                | 3.5                  | 3.9                  | 64 КБ інст. 32 КБ дані на ядро | 512 КБ на ядро       | 4 МБ                 | Vega 3             | 192:12:4 3 CU      | 1100 МГц           | 424.4              | DDR4-2933 дво- канальний | 45-65 Вт | 21 липня 2020 OEM    |
| Athlon Gold Pro 3150G    | 12 нм     | 4 (4)                | 3.5                  | 3.9                  | 64 КБ інст. 32 КБ дані на ядро | 512 КБ на ядро       | 4 МБ                 | Vega 3             | 192:12:4 3 CU      | 1100 МГц           | 424.4              | DDR4-2933 дво- канальний | 45-65 Вт | 21 липня 2020 OEM    |
| Ryzen 3 3200GE           | 12 нм     | 4 (4)                | 3.3                  | 3.8                  | 64 КБ інст. 32 КБ дані на ядро | 512 КБ на ядро       | 4 МБ                 | Vega 8             | 512:32:16 8 CU     | 1200 МГц           | 1228.8             | DDR4-2933 дво- канальний | 35 Вт    | 9 липня 2019 OEM     |
| Ryzen 3 Pro 3200GE       | 12 нм     | 4 (4)                | 3.3                  | 3.8                  | 64 КБ інст. 32 КБ дані на ядро | 512 КБ на ядро       | 4 МБ                 | Vega 8             | 512:32:16 8 CU     | 1200 МГц           | 1228.8             | DDR4-2933 дво- канальний | 35 Вт    | 30 вересня 2019 OEM  |
| Ryzen 3 3200G            | 12 нм     | 4 (4)                | 3.6                  | 4.0                  | 64 КБ інст. 32 КБ дані на ядро | 512 КБ на ядро       | 4 МБ                 | Vega 8             | 512:32:16 8 CU     | 1250 МГц           | 1280               | DDR4-2933 дво- канальний | 45-65 Вт | 7 липня 2019 US $99  |
| Ryzen 3 Pro 3200G        | 12 нм     | 4 (4)                | 3.6                  | 4.0                  | 64 КБ інст. 32 КБ дані на ядро | 512 КБ на ядро       | 4 МБ                 | Vega 8             | 512:32:16 8 CU     | 1250 МГц           | 1280               | DDR4-2933 дво- канальний | 45-65 Вт | 30 вересня 2019 OEM  |
| Ryzen 5 Pro 3350GE       | 12 нм     | 4 (8)                | 3.3                  | 3.9                  | 64 КБ інст. 32 КБ дані на ядро | 512 КБ на ядро       | 4 МБ                 | RX Vega 10         | 640:40:16 10 CU    | 1200 МГц           | 1536               | DDR4-2933 дво- канальний | 35 Вт    | 21 липня 2020 OEM    |
| Ryzen 5 Pro 3350G        | 12 нм     | 4 (8)                | 3.6                  | 4.0                  | 64 КБ інст. 32 КБ дані на ядро | 512 КБ на ядро       | 4 МБ                 | RX Vega 10         | 640:40:16 10 CU    | 1300 МГц           | 1664               | DDR4-2933 дво- канальний | 45-65 Вт | 21 липня 2020 OEM    |
| Ryzen 5 3400GE           | 12 нм     | 4 (8)                | 3.3                  | 4.0                  | 64 КБ інст. 32 КБ дані на ядро | 512 КБ на ядро       | 4 МБ                 | RX Vega 11         | 704:44:16 11 CU    | 1300 МГц           | 1830.4             | DDR4-2933 дво- канальний | 35 Вт    | 7 липня 2019 OEM     |
| Ryzen 5 Pro 3400GE       | 12 нм     | 4 (8)                | 3.3                  | 4.0                  | 64 КБ інст. 32 КБ дані на ядро | 512 КБ на ядро       | 4 МБ                 | RX Vega 11         | 704:44:16 11 CU    | 1300 МГц           | 1830.4             | DDR4-2933 дво- канальний | 35 Вт    | 30 вересня 2019 OEM  |
| Ryzen 5 3400G            | 12 нм     | 4 (8)                | 3.7                  | 4.2                  | 64 КБ інст. 32 КБ дані на ядро | 512 КБ на ядро       | 4 МБ                 | RX Vega 11         | 704:44:16 11 CU    | 1400 МГц           | 1971.2             | DDR4-2933 дво- канальний | 45-65 Вт | 7 липня 2019 US $149 |
| Ryzen 5 Pro 3400G        | 12 нм     | 4 (8)                | 3.7                  | 4.2                  | 64 КБ інст. 32 КБ дані на ядро | 512 КБ на ядро       | 4 МБ                 | RX Vega 11         | 704:44:16 11 CU    | 1400 МГц           | 1971.2             | DDR4-2933 дво- канальний | 45-65 Вт | 30 вересня 2019 OEM  |

#### Renoir (2020)
| Модель             | Техпроцес | Центральний процесор | Центральний процесор | Центральний процесор | Центральний процесор           | Центральний процесор | Центральний процесор | Графічний процесор | Графічний процесор | Графічний процесор | Графічний процесор | Підтримка пам'яті        | TDP   | Дата виходу і ціна |
| Модель             | Техпроцес | Ядер (потоків)       | Частота (ГГц)        | Частота (ГГц)        | Кеш                            | Кеш                  | Кеш                  | Модель             | Конфігурація       | Частота            | GFLOPS             | Підтримка пам'яті        | TDP   | Дата виходу і ціна |
| Модель             | Техпроцес | Ядер (потоків)       | Базова               | Boost                | L1                             | L2                   | L3                   | Модель             | Конфігурація       | Частота            | GFLOPS             | Підтримка пам'яті        | TDP   | Дата виходу і ціна |
| ------------------ | --------- | -------------------- | -------------------- | -------------------- | ------------------------------ | -------------------- | -------------------- | ------------------ | ------------------ | ------------------ | ------------------ | ------------------------ | ----- | ------------------ |
| Ryzen 3 4300GE     | TSMC 7FF  | 4 (8)                | 3.5                  | 4.0                  | 32 КБ інст. 32 КБ дані на ядро | 512 КБ на ядро       | 4 МБ                 | Vega 6             | 384:24:8 6 CU      | 1700 МГц           | 1305.6             | DDR4-3200 дво- канальний | 35 Вт | 2H 2020            |
| Ryzen 3 Pro 4350GE | TSMC 7FF  | 4 (8)                | 3.5                  | 4.0                  | 32 КБ інст. 32 КБ дані на ядро | 512 КБ на ядро       | 4 МБ                 | Vega 6             | 384:24:8 6 CU      | 1700 МГц           | 1305.6             | DDR4-3200 дво- канальний | 35 Вт | 2H 2020            |
| Ryzen 3 4300G      | TSMC 7FF  | 4 (8)                | 3.8                  | 4.0                  | 32 КБ інст. 32 КБ дані на ядро | 512 КБ на ядро       | 4 МБ                 | Vega 6             | 384:24:8 6 CU      | 1700 МГц           | 1305.6             | DDR4-3200 дво- канальний | 65 Вт | 2H 2020            |
| Ryzen 3 Pro 4350G  | TSMC 7FF  | 4 (8)                | 3.8                  | 4.0                  | 32 КБ інст. 32 КБ дані на ядро | 512 КБ на ядро       | 4 МБ                 | Vega 6             | 384:24:8 6 CU      | 1700 МГц           | 1305.6             | DDR4-3200 дво- канальний | 65 Вт | 2H 2020            |
| Ryzen 5 4600GE     | TSMC 7FF  | 6 (12)               | 3.3                  | 4.2                  | 32 КБ інст. 32 КБ дані на ядро | 512 КБ на ядро       | 8 МБ                 | Vega 7             | 448:28:8 7 CU      | 1900 МГц           | 1702.4             | DDR4-3200 дво- канальний | 35 Вт | 2H 2020            |
| Ryzen 5 Pro 4650GE | TSMC 7FF  | 6 (12)               | 3.3                  | 4.2                  | 32 КБ інст. 32 КБ дані на ядро | 512 КБ на ядро       | 8 МБ                 | Vega 7             | 448:28:8 7 CU      | 1900 МГц           | 1702.4             | DDR4-3200 дво- канальний | 35 Вт | 2H 2020            |
| Ryzen 5 4600G      | TSMC 7FF  | 6 (12)               | 3.7                  | 4.2                  | 32 КБ інст. 32 КБ дані на ядро | 512 КБ на ядро       | 8 МБ                 | Vega 7             | 448:28:8 7 CU      | 1900 МГц           | 1702.4             | DDR4-3200 дво- канальний | 65 Вт | 2H 2020            |
| Ryzen 5 Pro 4650G  | TSMC 7FF  | 6 (12)               | 3.7                  | 4.2                  | 32 КБ інст. 32 КБ дані на ядро | 512 КБ на ядро       | 8 МБ                 | Vega 7             | 448:28:8 7 CU      | 1900 МГц           | 1702.4             | DDR4-3200 дво- канальний | 65 Вт | 2H 2020            |
| Ryzen 7 4700GE     | TSMC 7FF  | 8 (16)               | 3.1                  | 4.3                  | 32 КБ інст. 32 КБ дані на ядро | 512 КБ на ядро       | 8 МБ                 | Vega 8             | 512:32:8 8 CU      | 2000 МГц           | 2048               | DDR4-3200 дво- канальний | 35 Вт | 2H 2020            |
| Ryzen 7 Pro 4750GE | TSMC 7FF  | 8 (16)               | 3.1                  | 4.3                  | 32 КБ інст. 32 КБ дані на ядро | 512 КБ на ядро       | 8 МБ                 | Vega 8             | 512:32:8 8 CU      | 2000 МГц           | 2048               | DDR4-3200 дво- канальний | 35 Вт | 2H 2020            |
| Ryzen 7 4700G      | TSMC 7FF  | 8 (16)               | 3.6                  | 4.4                  | 32 КБ інст. 32 КБ дані на ядро | 512 КБ на ядро       | 8 МБ                 | Vega 8             | 512:32:8 8 CU      | 2100 МГц           | 2150.4             | DDR4-3200 дво- канальний | 65 Вт | 2H 2020            |
| Ryzen 7 Pro 4750G  | TSMC 7FF  | 8 (16)               | 3.6                  | 4.4                  | 32 КБ інст. 32 КБ дані на ядро | 512 КБ на ядро       | 8 МБ                 | Vega 8             | 512:32:8 8 CU      | 2100 МГц           | 2150.4             | DDR4-3200 дво- канальний | 65 Вт | 2H 2020            |

#### Cezanne (2021)
| Модель         | Техпроцес | Центральний процесор | Центральний процесор | Центральний процесор | Центральний процесор | Центральний процесор           | Центральний процесор | Центральний процесор | Графічний процесор | Графічний процесор | Графічний процесор | Графічний процесор | Підтримка пам'яті        | TDP   | Дата виходу і ціна                       |
| Модель         | Техпроцес | Ядер (потоків)       | Конфігурація ядра    | Частота (ГГц)        | Частота (ГГц)        | Кеш                            | Кеш                  | Кеш                  | Архітектура        | Конфігурація       | Частота            | GFLOPS             | Підтримка пам'яті        | TDP   | Дата виходу і ціна                       |
| Модель         | Техпроцес | Ядер (потоків)       | Конфігурація ядра    | Базова               | Boost                | L1                             | L2                   | L3                   | Архітектура        | Конфігурація       | Частота            | GFLOPS             | Підтримка пам'яті        | TDP   | Дата виходу і ціна                       |
| -------------- | --------- | -------------------- | -------------------- | -------------------- | -------------------- | ------------------------------ | -------------------- | -------------------- | ------------------ | ------------------ | ------------------ | ------------------ | ------------------------ | ----- | ---------------------------------------- |
| Ryzen 3 5300GE | TSMC 7FF  | 4 (8)                | 1 × 4                | 3.6                  | 4.2                  | 32 КБ інст. 32 КБ дані на ядро | 512 КБ на ядро       | 8 МБ                 | GCN 5              | 384:24:8 6 CU      | 1700 МГц           | 1305.6             | DDR4-3200 дво- канальний | 35 Вт | 13 квітня 2021 OEM                       |
| Ryzen 3 5300G  | TSMC 7FF  | 4 (8)                | 1 × 4                | 4.0                  | 4.2                  | 32 КБ інст. 32 КБ дані на ядро | 512 КБ на ядро       | 8 МБ                 | GCN 5              | 384:24:8 6 CU      | 1700 МГц           | 1305.6             | DDR4-3200 дво- канальний | 65 Вт | 13 квітня 2021 OEM                       |
| Ryzen 5 5600GE | TSMC 7FF  | 6 (12)               | 1 × 6                | 3.4                  | 4.4                  | 32 КБ інст. 32 КБ дані на ядро | 512 КБ на ядро       | 16 МБ                | GCN 5              | 448:28:8 7 CU      | 1900 МГц           | 1702.4             | DDR4-3200 дво- канальний | 35 Вт | 13 квітня 2021 OEM                       |
| Ryzen 5 5600G  | TSMC 7FF  | 6 (12)               | 1 × 6                | 3.9                  | 4.4                  | 32 КБ інст. 32 КБ дані на ядро | 512 КБ на ядро       | 16 МБ                | GCN 5              | 448:28:8 7 CU      | 1900 МГц           | 1702.4             | DDR4-3200 дво- канальний | 65 Вт | 13 квітня 2021 OEM 5 серпня 2021 US $259 |
| Ryzen 7 5700GE | TSMC 7FF  | 8 (16)               | 1 × 8                | 3.2                  | 4.6                  | 32 КБ інст. 32 КБ дані на ядро | 512 КБ на ядро       | 16 МБ                | GCN 5              | 512:32:8 8 CU      | 2000 МГц           | 2048               | DDR4-3200 дво- канальний | 35 Вт | 13 квітня 2021 OEM                       |
| Ryzen 7 5700G  | TSMC 7FF  | 8 (16)               | 1 × 8                | 3.8                  | 4.6                  | 32 КБ інст. 32 КБ дані на ядро | 512 КБ на ядро       | 16 МБ                | GCN 5              | 512:32:8 8 CU      | 2000 МГц           | 2048               | DDR4-3200 дво- канальний | 65 Вт | 13 квітня 2021 OEM 5 серпня 2021 US $359 |

### Мобільні APU

#### Raven Ridge (2017)
| Модель            | Техпроцес  | Центральний процесор | Центральний процесор | Центральний процесор | Центральний процесор           | Центральний процесор | Центральний процесор | Графічний процесор | Графічний процесор | Графічний процесор | Графічний процесор | Підтримка пам'яті        | TDP      | Дата виходу     | Серійний номер |
| Модель            | Техпроцес  | Ядер (потоків)       | Частота (ГГц)        | Частота (ГГц)        | Кеш                            | Кеш                  | Кеш                  | Модель             | Конфігурація       | Частота            | GFLOPS             | Підтримка пам'яті        | TDP      | Дата виходу     | Серійний номер |
| Модель            | Техпроцес  | Ядер (потоків)       | Базова               | Boost                | L1                             | L2                   | L3                   | Модель             | Конфігурація       | Частота            | GFLOPS             | Підтримка пам'яті        | TDP      | Дата виходу     | Серійний номер |
| ----------------- | ---------- | -------------------- | -------------------- | -------------------- | ------------------------------ | -------------------- | -------------------- | ------------------ | ------------------ | ------------------ | ------------------ | ------------------------ | -------- | --------------- | -------------- |
| Athlon Pro 200U   | GloFo 14LP | 2 (4)                | 2.3                  | 3.2                  | 64 КБ інст. 32 КБ дані на ядро | 512 КБ на ядро       | 4 МБ                 | Vega 3             | 192:12:4 3 CU      | 1000 МГц           | 384                | DDR4-2400 дво- канальний | 12–25 Вт | 2019            | YM200UC4T2OFB  |
| Athlon 300U       | GloFo 14LP | 2 (4)                | 2.4                  | 3.3                  | 64 КБ інст. 32 КБ дані на ядро | 512 КБ на ядро       | 4 МБ                 | Vega 3             | 192:12:4 3 CU      | 1000 МГц           | 384                | DDR4-2400 дво- канальний | 12–25 Вт | 6 січня 2019    | YM300UC4T2OFG  |
| Ryzen 3 2200U     | GloFo 14LP | 2 (4)                | 2.5                  | 3.4                  | 64 КБ інст. 32 КБ дані на ядро | 512 КБ на ядро       | 4 МБ                 | Vega 3             | 192:12:4 3 CU      | 1100 МГц           | 422.4              | DDR4-2400 дво- канальний | 12–25 Вт | 8 січня 2018    | YM2200C4T2OFB  |
| Ryzen 3 3200U     | GloFo 14LP | 2 (4)                | 2.6                  | 3.5                  | 64 КБ інст. 32 КБ дані на ядро | 512 КБ на ядро       | 4 МБ                 | Vega 3             | 192:12:4 3 CU      | 1200 МГц           | 460.8              | DDR4-2400 дво- канальний | 12–25 Вт | 6 січня 2019    | YM3200C4T2OFG  |
| Ryzen 3 2300U     | GloFo 14LP | 4 (4)                | 2.0                  | 3.4                  | 64 КБ інст. 32 КБ дані на ядро | 512 КБ на ядро       | 4 МБ                 | Vega 6             | 384:24:8 6 CU      | 1100 МГц           | 844.8              | DDR4-2400 дво- канальний | 12–25 Вт | 8 січня 2018    | YM2300C4T4MFB  |
| Ryzen 3 Pro 2300U | GloFo 14LP | 4 (4)                | 2.0                  | 3.4                  | 64 КБ інст. 32 КБ дані на ядро | 512 КБ на ядро       | 4 МБ                 | Vega 6             | 384:24:8 6 CU      | 1100 МГц           | 844.8              | DDR4-2400 дво- канальний | 12–25 Вт | 15 травня 2018  | YM230BC4T4MFB  |
| Ryzen 5 2500U     | GloFo 14LP | 4 (8)                | 2.0                  | 3.6                  | 64 КБ інст. 32 КБ дані на ядро | 512 КБ на ядро       | 4 МБ                 | Vega 8             | 512:32:16 8 CU     | 1100 МГц           | 1126.4             | DDR4-2400 дво- канальний | 12–25 Вт | 26 жовтня 2017  | YM2500C4T4MFB  |
| Ryzen 5 Pro 2500U | GloFo 14LP | 4 (8)                | 2.0                  | 3.6                  | 64 КБ інст. 32 КБ дані на ядро | 512 КБ на ядро       | 4 МБ                 | Vega 8             | 512:32:16 8 CU     | 1100 МГц           | 1126.4             | DDR4-2400 дво- канальний | 12–25 Вт | 15 травня 2018  | YM250BC4T4MFB  |
| Ryzen 5 2600H     | GloFo 14LP | 4 (8)                | 3.2                  | 3.6                  | 64 КБ інст. 32 КБ дані на ядро | 512 КБ на ядро       | 4 МБ                 | Vega 8             | 512:32:16 8 CU     | 1100 МГц           | 1126.4             | DDR4-3200 дво- канальний | 35–54 Вт | 10 вересня 2018 | YM2600C3T4MFB  |
| Ryzen 7 2700U     | GloFo 14LP | 4 (8)                | 2.2                  | 3.8                  | 64 КБ інст. 32 КБ дані на ядро | 512 КБ на ядро       | 4 МБ                 | Vega 10            | 640:40:16 10 CU    | 1300 МГц           | 1664               | DDR4-2400 дво- канальний | 12–25 Вт | 26 жовтня 2017  | YM2700C4T4MFB  |
| Ryzen 7 Pro 2700U | GloFo 14LP | 4 (8)                | 2.2                  | 3.8                  | 64 КБ інст. 32 КБ дані на ядро | 512 КБ на ядро       | 4 МБ                 | Vega 10            | 640:40:16 10 CU    | 1300 МГц           | 1664               | DDR4-2400 дво- канальний | 12–25 Вт | 15 травня 2018  | YM270BC4T4MFB  |
| Ryzen 7 2800H     | GloFo 14LP | 4 (8)                | 3.3                  | 3.8                  | 64 КБ інст. 32 КБ дані на ядро | 512 КБ на ядро       | 4 МБ                 | Vega 11            | 704:44:16 11 CU    | 1300 МГц           | 1830.4             | DDR4-3200 дво- канальний | 35–54 Вт | 10 вересня 2018 | YM2800C3T4MFB  |

#### Picasso (2019)
| Модель            | Техпроцес         | Центральний процесор | Центральний процесор | Центральний процесор | Центральний процесор           | Центральний процесор | Центральний процесор | Графічний процесор | Графічний процесор | Графічний процесор | Графічний процесор | Підтримка пам'яті        | TDP   | Дата виходу     | Серійний номер |
| Модель            | Техпроцес         | Ядер (потоків)       | Частота (ГГц)        | Частота (ГГц)        | Кеш                            | Кеш                  | Кеш                  | Модель             | Конфігурація       | Частота            | GFLOPS             | Підтримка пам'яті        | TDP   | Дата виходу     | Серійний номер |
| Модель            | Техпроцес         | Ядер (потоків)       | Базова               | Boost                | L1                             | L2                   | L3                   | Модель             | Конфігурація       | Частота            | GFLOPS             | Підтримка пам'яті        | TDP   | Дата виходу     | Серійний номер |
| ----------------- | ----------------- | -------------------- | -------------------- | -------------------- | ------------------------------ | -------------------- | -------------------- | ------------------ | ------------------ | ------------------ | ------------------ | ------------------------ | ----- | --------------- | -------------- |
| Ryzen 3 3300U     | GloFo12LP (14LP+) | 4 (4)                | 2.1                  | 3.5                  | 64 КБ інст. 32 КБ дані на ядро | 512 КБ на ядро       | 4 МБ                 | Vega 6             | 384:24:8 6 CU      | 1200 МГц           | 921.6              | DDR4-2400 дво- канальний | 15 Вт | 6 січня 2019    | YM3300C4T4MFG  |
| Ryzen 3 PRO 3300U | GloFo12LP (14LP+) | 4 (4)                | 2.1                  | 3.5                  | 64 КБ інст. 32 КБ дані на ядро | 512 КБ на ядро       | 4 МБ                 | Vega 6             | 384:24:8 6 CU      | 1200 МГц           | 921.6              | DDR4-2400 дво- канальний | 15 Вт | 6 січня 2019    | YM330BC4T4MFG  |
| Ryzen 5 3500U     | GloFo12LP (14LP+) | 4 (8)                | 2.1                  | 3.7                  | 64 КБ інст. 32 КБ дані на ядро | 512 КБ на ядро       | 4 МБ                 | Vega 8             | 512:32:16 8 CU     | 1200 МГц           | 1228.8             | DDR4-2400 дво- канальний | 15 Вт | 6 січня 2019    | YM3500C4T4MFG  |
| Ryzen 5 PRO 3500U | GloFo12LP (14LP+) | 4 (8)                | 2.1                  | 3.7                  | 64 КБ інст. 32 КБ дані на ядро | 512 КБ на ядро       | 4 МБ                 | Vega 8             | 512:32:16 8 CU     | 1200 МГц           | 1228.8             | DDR4-2400 дво- канальний | 15 Вт | 6 січня 2019    | YM350BC4T4MFG  |
| Ryzen 5 3500C     | GloFo12LP (14LP+) | 4 (8)                | 2.1                  | 3.7                  | 64 КБ інст. 32 КБ дані на ядро | 512 КБ на ядро       | 4 МБ                 | Vega 8             | 512:32:16 8 CU     | 1200 МГц           | 1228.8             | DDR4-2400 дво- канальний | 15 Вт | 22 вересня 2020 | YM350CC4T4MFG  |
| Ryzen 5 3550H     | GloFo12LP (14LP+) | 4 (8)                | 2.1                  | 3.7                  | 64 КБ інст. 32 КБ дані на ядро | 512 КБ на ядро       | 4 МБ                 | Vega 8             | 512:32:16 8 CU     | 1200 МГц           | 1228.8             | DDR4-2400 дво- канальний | 35 Вт | 6 січня 2019    | YM3500C4T4MFG  |
| Ryzen 5 3580U     | GloFo12LP (14LP+) | 4 (8)                | 2.1                  | 3.7                  | 64 КБ інст. 32 КБ дані на ядро | 512 КБ на ядро       | 4 МБ                 | Vega 9             | 576:36:16 9 CU     | 1300 МГц           | 1497.6             | DDR4-2400 дво- канальний | 15 Вт | Жовтень 2019    |                |
| Ryzen 7 3700U     | GloFo12LP (14LP+) | 4 (8)                | 2.3                  | 4.0                  | 64 КБ інст. 32 КБ дані на ядро | 512 КБ на ядро       | 4 МБ                 | Vega 10            | 640:40:16 10 CU    | 1400 МГц           | 1792.0             | DDR4-2400 дво- канальний | 15 Вт | 6 січня 2019    | YM3700C4T4MFG  |
| Ryzen 7 PRO 3700U | GloFo12LP (14LP+) | 4 (8)                | 2.3                  | 4.0                  | 64 КБ інст. 32 КБ дані на ядро | 512 КБ на ядро       | 4 МБ                 | Vega 10            | 640:40:16 10 CU    | 1400 МГц           | 1792.0             | DDR4-2400 дво- канальний | 15 Вт | 6 січня 2019    | YM370BC4T4MFG  |
| Ryzen 7 3700C     | GloFo12LP (14LP+) | 4 (8)                | 2.3                  | 4.0                  | 64 КБ інст. 32 КБ дані на ядро | 512 КБ на ядро       | 4 МБ                 | Vega 10            | 640:40:16 10 CU    | 1400 МГц           | 1792.0             | DDR4-2400 дво- канальний | 15 Вт | 22 вересня 2020 | YM370CC4T4MFG  |
| Ryzen 7 3750H     | GloFo12LP (14LP+) | 4 (8)                | 2.3                  | 4.0                  | 64 КБ інст. 32 КБ дані на ядро | 512 КБ на ядро       | 4 МБ                 | Vega 10            | 640:40:16 10 CU    | 1400 МГц           | 1792.0             | DDR4-2400 дво- канальний | 35 Вт | 6 січня 2019    | YM3700C4T4MFG  |
| Ryzen 7 3780U     | GloFo12LP (14LP+) | 4 (8)                | 2.3                  | 4.0                  | 64 КБ інст. 32 КБ дані на ядро | 512 КБ на ядро       | 4 МБ                 | Vega 11            | 704:44:16 11 CU    | 1400 МГц           | 1971.2             | DDR4-2400 дво- канальний | 15 Вт | Жовтень 2019    |                |

#### Dalí (2020)
| Модель              | Техпроцес | Центральний процесор | Центральний процесор | Центральний процесор | Центральний процесор           | Центральний процесор | Центральний процесор | Графічний процесор         | Графічний процесор | Графічний процесор | Графічний процесор | Підтримка пам'яті        | TDP      | Дата виходу     | Серійний номер |
| Модель              | Техпроцес | Ядер (потоків)       | Частота (ГГц)        | Частота (ГГц)        | Кеш                            | Кеш                  | Кеш                  | Модель                     | Конфігурація       | Частота            | GFLOPS             | Підтримка пам'яті        | TDP      | Дата виходу     | Серійний номер |
| Модель              | Техпроцес | Ядер (потоків)       | Базова               | Boost                | L1                             | L2                   | L3                   | Модель                     | Конфігурація       | Частота            | GFLOPS             | Підтримка пам'яті        | TDP      | Дата виходу     | Серійний номер |
| ------------------- | --------- | -------------------- | -------------------- | -------------------- | ------------------------------ | -------------------- | -------------------- | -------------------------- | ------------------ | ------------------ | ------------------ | ------------------------ | -------- | --------------- | -------------- |
| AMD 3015e           | 14 нм     | 2 (4)                | 1.2                  | 2.3                  | 64 КБ інст. 32 КБ дані на ядро | 512 КБ на ядро       | 4 МБ                 | AMD Radeon Graphics (Vega) | 3 CU               | 600 МГц            |                    | DDR4-1600 одно канальний | 6 Вт     | 6 липня 2020    | AM3015BRP2OFJ  |
| AMD 3020e           | 14 нм     | 2 (2)                | 1.2                  | 2.6                  | 64 КБ інст. 32 КБ дані на ядро | 512 КБ на ядро       | 4 МБ                 | AMD Radeon Graphics (Vega) | 192:12:4 3 CU      | 1000 МГц           | 384                | DDR4-2400 дво- канальний | 6 Вт     | 6 січня 2020    | YM3020C7T2OFG  |
| Athlon Silver 3050e | 14 нм     | 2 (4)                | 1.4                  | 2.8                  | 64 КБ інст. 32 КБ дані на ядро | 512 КБ на ядро       | 4 МБ                 | AMD Radeon Graphics (Vega) | 192:12:4 3 CU      | 1000 МГц           | 384                | DDR4-2400 дво- канальний | 6 Вт     | 6 січня 2020    | YM3050C7T2OFG  |
| Athlon Silver 3050U | 14 нм     | 2 (2)                | 2.3                  | 3.2                  | 64 КБ інст. 32 КБ дані на ядро | 512 КБ на ядро       | 4 МБ                 | AMD Radeon Graphics (Vega) | 128:8:4 2 CU       | 1100 МГц           | 281.6              | DDR4-2400 дво- канальний | 12-25 Вт | 6 січня 2020    | YM3050C4T2OFG  |
| Athlon Silver 3050C | 14 нм     | 2 (2)                | 2.3                  | 3.2                  | 64 КБ інст. 32 КБ дані на ядро | 512 КБ на ядро       | 4 МБ                 | AMD Radeon Graphics (Vega) | 128:8:4 2 CU       | 1100 МГц           | 281.6              | DDR4-2400 дво- канальний | 12-25 Вт | 22 вересня 2020 | YM305CC4T2OFG  |
| Athlon Gold 3150U   | 14 нм     | 2 (4)                | 2.6                  | 3.3                  | 64 КБ інст. 32 КБ дані на ядро | 512 КБ на ядро       | 4 МБ                 | AMD Radeon Graphics (Vega) | 192:12:4 3 CU      | 1000 МГц           | 384                | DDR4-2400 дво- канальний | 12-25 Вт | 6 січня 2020    | YM3150C4T2OFG  |
| Athlon Gold 3150C   | 14 нм     | 2 (4)                | 2.6                  | 3.3                  | 64 КБ інст. 32 КБ дані на ядро | 512 КБ на ядро       | 4 МБ                 | AMD Radeon Graphics (Vega) | 192:12:4 3 CU      | 1000 МГц           | 384                | DDR4-2400 дво- канальний | 12-25 Вт | 22 вересня 2020 | YM315CC4T2OFG  |
| Ryzen 3 3250U       | 14 нм     | 2 (4)                | 2.6                  | 3.5                  | 64 КБ інст. 32 КБ дані на ядро | 512 КБ на ядро       | 4 МБ                 | AMD Radeon Graphics (Vega) | 192:12:4 3 CU      | 1200 МГц           | 460.8              | DDR4-2400 дво- канальний | 12-25 Вт | 6 січня 2020    | YM3250C4T2OFG  |
| Ryzen 3 3250C       | 14 нм     | 2 (4)                | 2.6                  | 3.5                  | 64 КБ інст. 32 КБ дані на ядро | 512 КБ на ядро       | 4 МБ                 | AMD Radeon Graphics (Vega) | 192:12:4 3 CU      | 1200 МГц           | 460.8              | DDR4-2400 дво- канальний | 12-25 Вт | 22 вересня 2020 | YM325CC4T2OFG  |

#### Renoir (2020)
| Модель            | Техпроцес | Центральний процесор | Центральний процесор | Центральний процесор | Центральний процесор           | Центральний процесор | Центральний процесор | Графічний процесор | Графічний процесор | Графічний процесор | Графічний процесор | Підтримка пам'яті                    | TDP      | Дата виходу     | Серійний номер |
| Модель            | Техпроцес | Ядер (потоків)       | Частота (ГГц)        | Частота (ГГц)        | Кеш                            | Кеш                  | Кеш                  | Модель             | Конфігурація       | Частота            | GFLOPS             | Підтримка пам'яті                    | TDP      | Дата виходу     | Серійний номер |
| Модель            | Техпроцес | Ядер (потоків)       | Базова               | Boost                | L1                             | L2                   | L3                   | Модель             | Конфігурація       | Частота            | GFLOPS             | Підтримка пам'яті                    | TDP      | Дата виходу     | Серійний номер |
| ----------------- | --------- | -------------------- | -------------------- | -------------------- | ------------------------------ | -------------------- | -------------------- | ------------------ | ------------------ | ------------------ | ------------------ | ------------------------------------ | -------- | --------------- | -------------- |
| Ryzen 3 4300U     | TSMC 7FF  | 4 (4)                | 2.7                  | 3.7                  | 32 КБ інст. 32 КБ дані на ядро | 512 КБ на ядро       | 4 МБ                 | Vega 5             | 320:20:8 5 CU      | 1400 МГц           | 896                | DDR4 3200 LPDDR4-4266 дво- канальний | 10-25 Вт | 16 березня 2020 | 100-000000085  |
| Ryzen 3 PRO 4450U | TSMC 7FF  | 4 (8)                | 2.5                  | 3.7                  | 32 КБ інст. 32 КБ дані на ядро | 512 КБ на ядро       | 4 МБ                 | Vega 5             | 320:20:8 5 CU      | 1400 МГц           | 896                | DDR4 3200 LPDDR4-4266 дво- канальний | 10-25 Вт | 7 травня 2020   | 100-000000104  |
| Ryzen 5 4500U     | TSMC 7FF  | 6 (6)                | 2.3                  | 4.0                  | 32 КБ інст. 32 КБ дані на ядро | 512 КБ на ядро       | 8 МБ                 | Vega 6             | 384:24:8 6 CU      | 1500 МГц           | 1152               | DDR4 3200 LPDDR4-4266 дво- канальний | 10-25 Вт | 16 травня 2020  | 100-000000084  |
| Ryzen 5 4600U     | TSMC 7FF  | 6 (12)               | 2.1                  | 4.0                  | 32 КБ інст. 32 КБ дані на ядро | 512 КБ на ядро       | 8 МБ                 | Vega 6             | 384:24:8 6 CU      | 1500 МГц           | 1152               | DDR4 3200 LPDDR4-4266 дво- канальний | 10-25 Вт | 16 травня 2020  | 100-000000105  |
| Ryzen 5 PRO 4650U | TSMC 7FF  | 6 (12)               | 2.1                  | 4.0                  | 32 КБ інст. 32 КБ дані на ядро | 512 КБ на ядро       | 8 МБ                 | Vega 6             | 384:24:8 6 CU      | 1500 МГц           | 1152               | DDR4 3200 LPDDR4-4266 дво- канальний | 10-25 Вт | 7 травня 2020   | 100-000000103  |
| Ryzen 5 4600HS    | TSMC 7FF  | 6 (12)               | 3.0                  | 4.0                  | 32 КБ інст. 32 КБ дані на ядро | 512 КБ на ядро       | 8 МБ                 | Vega 6             | 384:24:8 6 CU      | 1500 МГц           | 1152               | DDR4 3200 LPDDR4-4266 дво- канальний | 35 Вт    | 16 березня 2020 |                |
| Ryzen 5 4600H     | TSMC 7FF  | 6 (12)               | 3.0                  | 4.0                  | 32 КБ інст. 32 КБ дані на ядро | 512 КБ на ядро       | 8 МБ                 | Vega 6             | 384:24:8 6 CU      | 1500 МГц           | 1152               | DDR4 3200 LPDDR4-4266 дво- канальний | 35-54 Вт | 16 березня 2020 | 100-000000100  |
| Ryzen 7 4700U     | TSMC 7FF  | 8 (8)                | 2.0                  | 4.1                  | 32 КБ інст. 32 КБ дані на ядро | 512 КБ на ядро       | 8 МБ                 | Vega 7             | 448:28:8 7 CU      | 1600 МГц           | 1433.6             | DDR4 3200 LPDDR4-4266 дво- канальний | 10-25 Вт | 16 березня 2020 | 100-000000083  |
| Ryzen 7 PRO 4750U | TSMC 7FF  | 8 (16)               | 1.7                  | 4.1                  | 32 КБ інст. 32 КБ дані на ядро | 512 КБ на ядро       | 8 МБ                 | Vega 7             | 448:28:8 7 CU      | 1600 МГц           | 1433.6             | DDR4 3200 LPDDR4-4266 дво- канальний | 10-25 Вт | 7 травня 2020   | 100-000000101  |
| Ryzen 7 4800U     | TSMC 7FF  | 8 (16)               | 1.8                  | 4.2                  | 32 КБ інст. 32 КБ дані на ядро | 512 КБ на ядро       | 8 МБ                 | Vega 8             | 512:32:8 8 CU      | 1750 МГц           | 1792               | DDR4 3200 LPDDR4-4266 дво- канальний | 10-25 Вт | 16 березня 2020 | 100-000000082  |
| Ryzen 7 4800HS    | TSMC 7FF  | 8 (16)               | 2.9                  | 4.2                  | 32 КБ інст. 32 КБ дані на ядро | 512 КБ на ядро       | 8 МБ                 | Vega 7             | 448:28:8 7 CU      | 1600 МГц           | 1433.6             | DDR4 3200 LPDDR4-4266 дво- канальний | 35 Вт    | 16 березня 2020 |                |
| Ryzen 7 4800H     | TSMC 7FF  | 8 (16)               | 2.9                  | 4.2                  | 32 КБ інст. 32 КБ дані на ядро | 512 КБ на ядро       | 8 МБ                 | Vega 7             | 448:28:8 7 CU      | 1600 МГц           | 1433.6             | DDR4 3200 LPDDR4-4266 дво- канальний | 35-54 Вт | 16 березня 2020 | 100-000000098  |
| Ryzen 9 4900HS    | TSMC 7FF  | 8 (16)               | 3                    | 4.3                  | 32 КБ інст. 32 КБ дані на ядро | 512 КБ на ядро       | 8 МБ                 | Vega 8             | 512:32:8 8 CU      | 1750 МГц           | 1792               | DDR4 3200 LPDDR4-4266 дво- канальний | 35 Вт    | 16 березня 2020 |                |
| Ryzen 9 4900H     | TSMC 7FF  | 8 (16)               | 3.3                  | 4.4                  | 32 КБ інст. 32 КБ дані на ядро | 512 КБ на ядро       | 8 МБ                 | Vega 8             | 512:32:8 8 CU      | 1750 МГц           | 1792               | DDR4 3200 LPDDR4-4266 дво- канальний | 35-54 Вт | 16 березня 2020 |                |

#### Lucienne (2021)
| Модель        | Техпроцес | Центральний процесор | Центральний процесор | Центральний процесор | Центральний процесор | Центральний процесор           | Центральний процесор | Центральний процесор | Графічний процесор | Графічний процесор | Графічний процесор | Графічний процесор | Підтримка пам'яті                    | TDP      | Дата виходу   |
| Модель        | Техпроцес | Ядер (потоків)       | Конфігурація ядра    | Частота (ГГц)        | Частота (ГГц)        | Кеш                            | Кеш                  | Кеш                  | Архітектура        | Конфігурація       | Частота            | GFLOPS             | Підтримка пам'яті                    | TDP      | Дата виходу   |
| Модель        | Техпроцес | Ядер (потоків)       | Конфігурація ядра    | Базова               | Boost                | L1                             | L2                   | L3                   | Архітектура        | Конфігурація       | Частота            | GFLOPS             | Підтримка пам'яті                    | TDP      | Дата виходу   |
| ------------- | --------- | -------------------- | -------------------- | -------------------- | -------------------- | ------------------------------ | -------------------- | -------------------- | ------------------ | ------------------ | ------------------ | ------------------ | ------------------------------------ | -------- | ------------- |
| Ryzen 3 5300U | TSMC 7FF  | 4 (8)                | 1 × 4                | 2.6                  | 3.8                  | 32 КБ інст. 32 КБ дані на ядро | 512 КБ на ядро       | 4 МБ                 | GCN 5              | 384:24:8 6 CU      | 1500 МГц           | 1152               | DDR4-3200 LPDDR4-4266 дво- канальний | 10–25 Вт | 12 січня 2021 |
| Ryzen 5 5500U | TSMC 7FF  | 6 (12)               | 2 × 3                | 2.1                  | 4.0                  | 32 КБ інст. 32 КБ дані на ядро | 512 КБ на ядро       | 8 МБ 4 МБ на CCX     | GCN 5              | 448:28:8 7 CU      | 1800 МГц           | 1612.8             | DDR4-3200 LPDDR4-4266 дво- канальний | 10–25 Вт | 12 січня 2021 |
| Ryzen 7 5700U | TSMC 7FF  | 8 (16)               | 2 × 4                | 1.8                  | 4.3                  | 32 КБ інст. 32 КБ дані на ядро | 512 КБ на ядро       | 8 МБ 4 МБ на CCX     | GCN 5              | 512:32:8 8 CU      | 1900 МГц           | 1945.6             | DDR4-3200 LPDDR4-4266 дво- канальний | 10–25 Вт | 12 січня 2021 |

#### Cezanne (2021)
| Модель               | Техпроцес | Центральний процесор | Центральний процесор | Центральний процесор | Центральний процесор | Центральний процесор           | Центральний процесор | Центральний процесор | Графічний процесор | Графічний процесор | Графічний процесор | Графічний процесор | Підтримка пам'яті                    | TDP      | Дата виходу і ціна |
| Модель               | Техпроцес | Ядер (потоків)       | Конфігурація ядра    | Частота (ГГц)        | Частота (ГГц)        | Кеш                            | Кеш                  | Кеш                  | Архітектура        | Конфігурація       | Частота            | GFLOPS             | Підтримка пам'яті                    | TDP      | Дата виходу і ціна |
| Модель               | Техпроцес | Ядер (потоків)       | Конфігурація ядра    | Базова               | Boost                | L1                             | L2                   | L3                   | Архітектура        | Конфігурація       | Частота            | GFLOPS             | Підтримка пам'яті                    | TDP      | Дата виходу і ціна |
| -------------------- | --------- | -------------------- | -------------------- | -------------------- | -------------------- | ------------------------------ | -------------------- | -------------------- | ------------------ | ------------------ | ------------------ | ------------------ | ------------------------------------ | -------- | ------------------ |
| Ryzen 3 5400U        | TSMC 7FF  | 4 (8)                | 1 × 4                | 2.6                  | 4.0                  | 32 КБ інст. 32 КБ дані на ядро | 512 КБ на ядро       | 8 МБ                 | GCN 5              | 320:20:8 6 CU      | 1600 МГц           | 1228.8             | DDR4-3200 LPDDR4-4266 дво- канальний | 10–25 Вт | 12 січня 2021      |
| Ryzen 5 5500U (zen2) | TSMC 7FF  | 6 (12)               | 1 × 6                | 2.1                  | 4.0                  | 32 КБ інст. 32 КБ дані на ядро | 512 КБ на ядро       | 8 МБ                 | GCN 5              | 448:28:8 7 CU      | 1800 МГц           | 1612.8             | DDR4-3200 LPDDR4-4266 дво- канальний |          | 12 січня 2021      |
| Ryzen 5 5600U        | TSMC 7FF  | 6 (12)               | 1 × 6                | 2.3                  | 4.2                  | 32 КБ інст. 32 КБ дані на ядро | 512 КБ на ядро       | 16 МБ                | GCN 5              | 448:28:8 7 CU      | 1800 МГц           | 1612.8             | DDR4-3200 LPDDR4-4266 дво- канальний | 10-25 Вт | 12 січня 2021      |
| Ryzen 5 5600H        | TSMC 7FF  | 6 (12)               | 1 × 6                | 3.3                  | 4.2                  | 32 КБ інст. 32 КБ дані на ядро | 512 КБ на ядро       | 16 МБ                | GCN 5              | 448:28:8 7 CU      | 1800 МГц           | 1612.8             | DDR4-3200 LPDDR4-4266 дво- канальний | 35–54 Вт | 12 січня 2021      |
| Ryzen 5 5600HS       | TSMC 7FF  | 6 (12)               | 1 × 6                | 3.0                  | 4.2                  | 32 КБ інст. 32 КБ дані на ядро | 512 КБ на ядро       | 16 МБ                | GCN 5              | 448:28:8 7 CU      | 1800 МГц           | 1612.8             | DDR4-3200 LPDDR4-4266 дво- канальний | 35 Вт    | 12 січня 2021      |
| Ryzen 7 5800U        | TSMC 7FF  | 8 (16)               | 1 × 8                | 1.9                  | 4.4                  | 32 КБ інст. 32 КБ дані на ядро | 512 КБ на ядро       | 16 МБ                | GCN 5              | 512:32:8 8 CU      | 2000 МГц           | 2048               | DDR4-3200 LPDDR4-4266 дво- канальний | 10–25 Вт | 12 січня 2021      |
| Ryzen 7 5800H        | TSMC 7FF  | 8 (16)               | 1 × 8                | 3.2                  | 4.4                  | 32 КБ інст. 32 КБ дані на ядро | 512 КБ на ядро       | 16 МБ                | GCN 5              | 512:32:8 8 CU      | 2000 МГц           | 2048               | DDR4-3200 LPDDR4-4266 дво- канальний | 35–54 Вт | 12 січня 2021      |
| Ryzen 7 5800HS       | TSMC 7FF  | 8 (16)               | 1 × 8                | 2.8                  | 4.4                  | 32 КБ інст. 32 КБ дані на ядро | 512 КБ на ядро       | 16 МБ                | GCN 5              | 512:32:8 8 CU      | 2000 МГц           | 2048               | DDR4-3200 LPDDR4-4266 дво- канальний | 35 Вт    | 12 січня 2021      |
| Ryzen 9 5900HS       | TSMC 7FF  | 8 (16)               | 1 × 8                | 3.0                  | 4.6                  | 32 КБ інст. 32 КБ дані на ядро | 512 КБ на ядро       | 16 МБ                | GCN 5              | 512:32:8 8 CU      | 2100 МГц           | 2150.4             | DDR4-3200 LPDDR4-4266 дво- канальний | 35 Вт    | 12 січня 2021      |
| Ryzen 9 5900HX       | TSMC 7FF  | 8 (16)               | 1 × 8                | 3.3                  | 4.6                  | 32 КБ інст. 32 КБ дані на ядро | 512 КБ на ядро       | 16 МБ                | GCN 5              | 512:32:8 8 CU      | 2100 МГц           | 2150.4             | DDR4-3200 LPDDR4-4266 дво- канальний | 35–54 Вт | 12 січня 2021      |
| Ryzen 9 5980HS       | TSMC 7FF  | 8 (16)               | 1 × 8                | 3.0                  | 4.8                  | 32 КБ інст. 32 КБ дані на ядро | 512 КБ на ядро       | 16 МБ                | GCN 5              | 512:32:8 8 CU      | 2100 МГц           | 2150.4             | DDR4-3200 LPDDR4-4266 дво- канальний | 35 Вт    | 12 січня 2021      |
| Ryzen 9 5980HX       | TSMC 7FF  | 8 (16)               | 1 × 8                | 3.3                  | 4.8                  | 32 КБ інст. 32 КБ дані на ядро | 512 КБ на ядро       | 16 МБ                | GCN 5              | 512:32:8 8 CU      | 2100 МГц           | 2150.4             | DDR4-3200 LPDDR4-4266 дво- канальний | 35–54 Вт | 12 січня 2021      |

### Вбудовані APU
| Модель | Техпроцес  | Центральний процесор | Центральний процесор | Центральний процесор | Центральний процесор           | Центральний процесор | Центральний процесор | Графічний процесор | Графічний процесор | Графічний процесор | Графічний процесор | Підтримка пам'яті        | Ethernet | TDP (Вт) | JT (°C)   | Дата виходу  |
| Модель | Техпроцес  | Ядер (потоків)       | Частота (ГГц)        | Частота (ГГц)        | Кеш                            | Кеш                  | Кеш                  | Модель             | Конфігурація       | Частота            | GFLOPS             | Підтримка пам'яті        | Ethernet | TDP (Вт) | JT (°C)   | Дата виходу  |
| Модель | Техпроцес  | Ядер (потоків)       | Базова               | Boost                | L1                             | L2                   | L3                   | Модель             | Конфігурація       | Частота            | GFLOPS             | Підтримка пам'яті        | Ethernet | TDP (Вт) | JT (°C)   | Дата виходу  |
| ------ | ---------- | -------------------- | -------------------- | -------------------- | ------------------------------ | -------------------- | -------------------- | ------------------ | ------------------ | ------------------ | ------------------ | ------------------------ | -------- | -------- | --------- | ------------ |
| V1500B | GloFo 14LP | 4 (8)                | 2.2                  | Н/Д                  | 64 КБ інст. 32 КБ дані на ядро | 512 КБ на ядро       | 4 МБ                 | Н/Д                | Н/Д                | Н/Д                | Н/Д                | DDR4-2400 дво- канальний | 2× 10GbE | 12–25    | 0–105     | Грудень 2018 |
| V1780B | GloFo 14LP | 4 (8)                | 3.35                 | 3.6                  | 64 КБ інст. 32 КБ дані на ядро | 512 КБ на ядро       | 4 МБ                 | Н/Д                | Н/Д                | Н/Д                | Н/Д                | DDR4-3200 дво- канальний | 2× 10GbE | 35–54    | 0–105     | Грудень 2018 |
| V1202B | GloFo 14LP | 2 (4)                | 2.3                  | 3.2                  | 64 КБ інст. 32 КБ дані на ядро | 512 КБ на ядро       | 4 МБ                 | RX Vega 3          | 192:12:16 3 CU     | 1000 МГц           | 384                | DDR4-2400 дво- канальний | 2× 10GbE | 12–25    | 0–105     | Лютий 2018   |
| V1404I | GloFo 14LP | 4 (8)                | 2.0                  | 3.6                  | 64 КБ інст. 32 КБ дані на ядро | 512 КБ на ядро       | 4 МБ                 | RX Vega 8          | 512:32:16 8 CU     | 1100 МГц           | 1126.4             | DDR4-2400 дво- канальний | 2× 10GbE | 12–25    | −40 – 105 | Грудень 2018 |
| V1605B | GloFo 14LP | 4 (8)                | 2.0                  | 3.6                  | 64 КБ інст. 32 КБ дані на ядро | 512 КБ на ядро       | 4 МБ                 | RX Vega 8          | 512:32:16 8 CU     | 1100 МГц           | 1126.4             | DDR4-2400 дво- канальний | 2× 10GbE | 12–25    | 0–105     | Лютий 2018   |
| V1756B | GloFo 14LP | 4 (8)                | 3.25                 | 3.6                  | 64 КБ інст. 32 КБ дані на ядро | 512 КБ на ядро       | 4 МБ                 | RX Vega 8          | 512:32:16 8 CU     | 1300 МГц           | 1331.2             | DDR4-3200 дво- канальний | 2× 10GbE | 35–54    | 0–105     | Лютий 2018   |
| V1807B | GloFo 14LP | 4 (8)                | 3.35                 | 3.8                  | 64 КБ інст. 32 КБ дані на ядро | 512 КБ на ядро       | 4 МБ                 | RX Vega 11         | 704:44:16 11 CU    | 1300 МГц           | 1830.4             | DDR4-3200 дво- канальний | 2× 10GbE | 35–54    | 0–105     | Лютий 2018   |

| Модель | Техпроцес  | Центральний процесор | Центральний процесор | Центральний процесор | Центральний процесор | Центральний процесор           | Центральний процесор | Центральний процесор | Графічний процесор | Графічний процесор | Графічний процесор | Графічний процесор | Підтримка пам'яті        | TDP      | Дата виходу    |
| Модель | Техпроцес  | Ядер (потоків)       | Частота (ГГц)        | Частота (ГГц)        | Частота (ГГц)        | Кеш                            | Кеш                  | Кеш                  | Модель             | Конфігурація       | Частота            | GFLOPS             | Підтримка пам'яті        | TDP      | Дата виходу    |
| Модель | Техпроцес  | Ядер (потоків)       | Базова               | Boost                | XFR                  | L1                             | L2                   | L3                   | Модель             | Конфігурація       | Частота            | GFLOPS             | Підтримка пам'яті        | TDP      | Дата виходу    |
| ------ | ---------- | -------------------- | -------------------- | -------------------- | -------------------- | ------------------------------ | -------------------- | -------------------- | ------------------ | ------------------ | ------------------ | ------------------ | ------------------------ | -------- | -------------- |
| R1102G | GloFo 14LP | 2 (2)                | 1.2                  | 2.6                  | Невідомо             | 64 КБ інст. 32 КБ дані на ядро | 512 КБ на ядро       | 4 МБ                 | Vega 3             | 192:12:4 3 CU      | 1000 МГц           | 384                | DDR4-2400 одно-канальна  | 6 Вт     | 25 лютого 2020 |
| R1305G | GloFo 14LP | 2 (4)                | 1.5                  | 2.8                  | Невідомо             | 64 КБ інст. 32 КБ дані на ядро | 512 КБ на ядро       | 4 МБ                 | Vega 3             | 192:12:4 3 CU      | 1000 МГц           | 384                | DDR4-2400 дво- канальний | 8-10 Вт  | 25 лютого 2020 |
| R1505G | GloFo 14LP | 2 (4)                | 2.4                  | 3.3                  | Невідомо             | 64 КБ інст. 32 КБ дані на ядро | 512 КБ на ядро       | 4 МБ                 | Vega 3             | 192:12:4 3 CU      | 1000 МГц           | 384                | DDR4-2400 дво- канальний | 12–25 Вт | 16 квітня 2019 |
| R1606G | GloFo 14LP | 2 (4)                | 2.6                  | 3.5                  | Невідомо             | 64 КБ інст. 32 КБ дані на ядро | 512 КБ на ядро       | 4 МБ                 | Vega 3             | 192:12:4 3 CU      | 1200 МГц           | 460.8              | DDR4-2400 дво- канальний | 12–25 Вт | 16 квітня 2019 |

| Модель | Техпроцес | Центральний процесор | Центральний процесор | Центральний процесор | Центральний процесор           | Центральний процесор | Центральний процесор | Графічний процесор | Графічний процесор | Графічний процесор | Графічний процесор | Підтримка пам'яті                                     | TDP      | Дата виходу       |
| Модель | Техпроцес | Ядер (потоків)       | Частота (ГГц)        | Частота (ГГц)        | Кеш                            | Кеш                  | Кеш                  | Архітектура        | Конфігурація       | Частота            | GFLOPS             | Підтримка пам'яті                                     | TDP      | Дата виходу       |
| Модель | Техпроцес | Ядер (потоків)       | Базова               | Boost                | L1                             | L2                   | L3                   | Архітектура        | Конфігурація       | Частота            | GFLOPS             | Підтримка пам'яті                                     | TDP      | Дата виходу       |
| ------ | --------- | -------------------- | -------------------- | -------------------- | ------------------------------ | -------------------- | -------------------- | ------------------ | ------------------ | ------------------ | ------------------ | ----------------------------------------------------- | -------- | ----------------- |
| V2516  | TSMC 7FF  | 6 (12)               | 2.1                  | 3.95                 | 32 КБ інст. 32 КБ дані на ядро | 512 КБ на ядро       | 8 МБ                 | GCN 5th gen        | 384:24:8 6 CU      | 1.5                | 1152               | DDR4-3200 дво- канальна LPDDR4X-4266 чотирьо-канальна | 10-25 Вт | 10 листопада 2020 |
| V2546  | TSMC 7FF  | 6 (12)               | 3.0                  | 3.95                 | 32 КБ інст. 32 КБ дані на ядро | 512 КБ на ядро       | 8 МБ                 | GCN 5th gen        | 384:24:8 6 CU      | 1.5                | 1152               | DDR4-3200 дво- канальна LPDDR4X-4266 чотирьо-канальна | 35-54 Вт | 10 листопада 2020 |
| V2718  | TSMC 7FF  | 8 (16)               | 1.7                  | 4.15                 | 32 КБ інст. 32 КБ дані на ядро | 512 КБ на ядро       | 8 МБ                 | GCN 5th gen        | 448:28:8 7 CU      | 1.6                | 1433.6             | DDR4-3200 дво- канальна LPDDR4X-4266 чотирьо-канальна | 10-25 Вт | 10 листопада 2020 |
| V2748  | TSMC 7FF  | 8 (16)               | 2.9                  | 4.25                 | 32 КБ інст. 32 КБ дані на ядро | 512 КБ на ядро       | 8 МБ                 | GCN 5th gen        | 448:28:8 7 CU      | 1.6                | 1433.6             | DDR4-3200 дво- канальна LPDDR4X-4266 чотирьо-канальна | 35-54 Вт | 10 листопада 2020 |

## Особливості розвитку серії Radeon
| Назва серії відеокарт             | Wonder            | Mach              | 3D Rage           | Rage Pro          | Rage 128          | R100              | R200                                    | R300                                    | R400                                    | R500                                    | R600                             | RV670                            | R700                             | Evergreen                          | Northern Islands                   | Southern Islands                 | Sea Islands                                                     | Volcanic Islands                                                | Arctic Islands/Polaris                                          | Vega                                                            | Navi                                  | Navi 2X                               |         |
| --------------------------------- | ----------------- | ----------------- | ----------------- | ----------------- | ----------------- | ----------------- | --------------------------------------- | --------------------------------------- | --------------------------------------- | --------------------------------------- | -------------------------------- | -------------------------------- | -------------------------------- | ---------------------------------- | ---------------------------------- | -------------------------------- | --------------------------------------------------------------- | --------------------------------------------------------------- | --------------------------------------------------------------- | --------------------------------------------------------------- | ------------------------------------- | ------------------------------------- | ------- |
| Дата виходу                       | 1986              | 1991              | 1996              | 1997              | 1998              | квітень 2000      | серпень 2001                            | вересень 2002                           | травень 2004                            | жовтень 2005                            | травень 2007                     | листопад 2007                    | липень 2008                      | вересень 2009                      | жовтень 2010                       | січень 2012                      | вересень 2013                                                   | червень 2015                                                    | червень 2016                                                    | червень 2017                                                    | липень 2019                           | листопад 2020                         |         |
| Маркетингова назва                | Wonder            | Mach              | 3D Rage           | Rage Pro          | Rage              | Radeon 7000       | Radeon 8000                             | Radeon 9000                             | Radeon X700/X800                        | Radeon X1000                            | Radeon HD 1000/2000              | Radeon HD 3000                   | Radeon HD 4000                   | Radeon HD 5000                     | Radeon HD 6000                     | Radeon HD 7000                   | Radeon Rx 200                                                   | Radeon Rx 300                                                   | Radeon RX 400/500                                               | Radeon RX Vega/Radeon VII (7 нм)                                | Radeon RX 5000                        | Radeon RX 6000                        |         |
| Підтримується AMD                 | Ended             | Ended             | Ended             | Ended             | Ended             | Ended             | Ended                                   | Ended                                   | Ended                                   | Ended                                   | Ended                            | Ended                            | Ended                            | Ended                              | Ended                              | Ended                            | Ended                                                           | Ended                                                           | Current                                                         | Current                                                         | Current                               | Current                               | Current |
| Вид графіки                       | 2D                | 2D                | 3D                | 3D                | 3D                | 3D                | 3D                                      | 3D                                      | 3D                                      | 3D                                      | 3D                               | 3D                               | 3D                               | 3D                                 | 3D                                 | 3D                               | 3D                                                              | 3D                                                              | 3D                                                              | 3D                                                              | 3D                                    | 3D                                    |         |
| Архітектура                       | Не розголошується | Не розголошується | Не розголошується | Не розголошується | Не розголошується | Не розголошується | Не розголошується                       | Не розголошується                       | Не розголошується                       | Не розголошується                       | TeraScale система команд         | TeraScale система команд         | TeraScale система команд         | TeraScale система команд           | TeraScale система команд           | GCN система команд               | GCN система команд                                              | GCN система команд                                              | GCN система команд                                              | GCN система команд                                              | RDNA система команд                   | RDNA система команд                   |         |
| Мікроархітектура                  | Не розголошується | Не розголошується | Не розголошується | Не розголошується | Не розголошується | Не розголошується | Не розголошується                       | Не розголошується                       | Не розголошується                       | Не розголошується                       | TeraScale 1                      | TeraScale 1                      | TeraScale 1                      | TeraScale 2 (VLIW5)                | TeraScale 3 (VLIW4)                | GCN 1st gen                      | GCN 2nd gen                                                     | GCN 3rd gen                                                     | GCN 4th gen                                                     | GCN 5th gen                                                     | RDNA                                  | RDNA 2                                |         |
| Тип                               | Fixed pipeline    | Fixed pipeline    | Fixed pipeline    | Fixed pipeline    | Fixed pipeline    | Fixed pipeline    | Програмовані конвеєри пікселів і вершин | Програмовані конвеєри пікселів і вершин | Програмовані конвеєри пікселів і вершин | Програмовані конвеєри пікселів і вершин | Уніфікована шейдерна архітектура | Уніфікована шейдерна архітектура | Уніфікована шейдерна архітектура | Уніфікована шейдерна архітектура   | Уніфікована шейдерна архітектура   | Уніфікована шейдерна архітектура | Уніфікована шейдерна архітектура                                | Уніфікована шейдерна архітектура                                | Уніфікована шейдерна архітектура                                | Уніфікована шейдерна архітектура                                | Уніфікована шейдерна архітектура      | Уніфікована шейдерна архітектура      |         |
| Direct3D                          | Н/Д               | Н/Д               | 5.0               | 6.0               | 6.0               | 7.0               | 8.1                                     | 9.0 11 (9_2)                            | 9.0b 11 (9_2)                           | 9.0c 11 (9_3)                           | 10.0 11 (10_0)                   | 10.1 11 (10_1)                   | 10.1 11 (10_1)                   | 11 (11_0)                          | 11 (11_0)                          | 11 (11_1) 12 (11_1)              | 11 (12_0) 12 (12_0)                                             | 11 (12_0) 12 (12_0)                                             | 11 (12_0) 12 (12_0)                                             | 11 (12_1) 12 (12_1)                                             | 11 (12_1) 12 (12_1)                   | 11 (12_1) 12 (12_2)                   |         |
| Shader model                      | Н/Д               | Н/Д               | Н/Д               | Н/Д               | Н/Д               | Н/Д               | 1.4                                     | 2.0+                                    | 2.0b                                    | 3.0                                     | 4.0                              | 4.1                              | 4.1                              | 5.0                                | 5.0                                | 5.1                              | 5.1 6.3                                                         | 5.1 6.3                                                         | 5.1 6.3                                                         | 6.4                                                             | 6.4                                   | 6.5                                   |         |
| OpenGL                            | Н/Д               | Н/Д               | Н/Д               | 1.1               | 1.2               | 1.3               | 1.3                                     | 2.1                                     | 2.1                                     | 2.1                                     | 3.3                              | 3.3                              | 3.3                              | 4.5 (на Linux: 4.5 (Mesa 3D 21.0)) | 4.5 (на Linux: 4.5 (Mesa 3D 21.0)) | 4.6 (на Linux: 4.6 (Mesa 20.0))  | 4.6 (на Linux: 4.6 (Mesa 20.0))                                 | 4.6 (на Linux: 4.6 (Mesa 20.0))                                 | 4.6 (на Linux: 4.6 (Mesa 20.0))                                 | 4.6 (на Linux: 4.6 (Mesa 20.0))                                 | 4.6 (на Linux: 4.6 (Mesa 20.0))       | 4.6 (на Linux: 4.6 (Mesa 20.0))       |         |
| Vulkan                            | Н/Д               | Н/Д               | Н/Д               | Н/Д               | Н/Д               | Н/Д               | Н/Д                                     | Н/Д                                     | Н/Д                                     | Н/Д                                     | Н/Д                              | Н/Д                              | Н/Д                              | Н/Д                                | Н/Д                                | 1.0 (Win 7+ або Mesa 17+)        | 1.2 (Adrenalin 20.1, Linux Mesa 20.0)                           | 1.2 (Adrenalin 20.1, Linux Mesa 20.0)                           | 1.2 (Adrenalin 20.1, Linux Mesa 20.0)                           | 1.2 (Adrenalin 20.1, Linux Mesa 20.0)                           | 1.2 (Adrenalin 20.1, Linux Mesa 20.0) | 1.2 (Adrenalin 20.1, Linux Mesa 20.0) |         |
| OpenCL                            | Н/Д               | Н/Д               | Н/Д               | Н/Д               | Н/Д               | Н/Д               | Н/Д                                     | Н/Д                                     | Н/Д                                     | Н/Д                                     | Close to Metal                   | Close to Metal                   | 1.1                              | 1.2                                | 1.2                                | 1.2                              | 2.0 (Adrenalin драйвер на Win7+) (1.2 на Linux, 2.1 з AMD ROCm) | 2.0 (Adrenalin драйвер на Win7+) (1.2 на Linux, 2.1 з AMD ROCm) | 2.0 (Adrenalin драйвер на Win7+) (1.2 на Linux, 2.1 з AMD ROCm) | 2.0 (Adrenalin драйвер на Win7+) (1.2 на Linux, 2.1 з AMD ROCm) | 2.0                                   | 2.1                                   |         |
| HSA / ROCm                        | Н/Д               | Н/Д               | Н/Д               | Н/Д               | Н/Д               | Н/Д               | Н/Д                                     | Н/Д                                     | Н/Д                                     | Н/Д                                     | Н/Д                              | Н/Д                              | Н/Д                              | Н/Д                                | Н/Д                                | Так                              | Так                                                             | Так                                                             | Так                                                             | Так                                                             | ?                                     | ?                                     |         |
| Декодування відео ASIC            | Н/Д               | Н/Д               | Н/Д               | Н/Д               | Н/Д               | Н/Д               | Н/Д                                     | Н/Д                                     | Н/Д                                     | Н/Д                                     | Avivo/UVD                        | UVD+                             | UVD 2                            | UVD 2.2                            | UVD 3                              | UVD 4                            | UVD 4.2                                                         | UVD 5.0 або 6.0                                                 | UVD 6.3                                                         | UVD 7                                                           | VCN 2.0                               | VCN 3.0                               |         |
| Кодування відео ASIC              | Н/Д               | Н/Д               | Н/Д               | Н/Д               | Н/Д               | Н/Д               | Н/Д                                     | Н/Д                                     | Н/Д                                     | Н/Д                                     | Н/Д                              | Н/Д                              | Н/Д                              | Н/Д                                | Н/Д                                | VCE 1.0                          | VCE 2.0                                                         | VCE 3.0 або 3.1                                                 | VCE 3.4                                                         | VCE 4.0                                                         | VCN 2.0                               | VCN 3.0                               |         |
| Fluid Motion ASIC                 | Ні                | Ні                | Ні                | Ні                | Ні                | Ні                | Ні                                      | Ні                                      | Ні                                      | Ні                                      | Ні                               | Ні                               | Ні                               | Ні                                 | Ні                                 | Ні                               | Так                                                             | Так                                                             | Так                                                             | Так                                                             | Ні                                    | Ні                                    |         |
| Power saving                      | ?                 | ?                 | ?                 | ?                 | ?                 | ?                 | ?                                       | ?                                       | ?                                       | ?                                       | PowerPlay                        | PowerPlay                        | PowerPlay                        | PowerPlay                          | PowerTune                          | PowerTune & ZeroCore Power       | PowerTune & ZeroCore Power                                      | PowerTune & ZeroCore Power                                      | PowerTune & ZeroCore Power                                      | PowerTune & ZeroCore Power                                      | ?                                     | ?                                     |         |
| TrueAudio                         | Н/Д               | Н/Д               | Н/Д               | Н/Д               | Н/Д               | Н/Д               | Н/Д                                     | Н/Д                                     | Н/Д                                     | Н/Д                                     | Н/Д                              | Н/Д                              | Н/Д                              | Н/Д                                | Н/Д                                | Н/Д                              | Через виділений ЦОС                                             | Через виділений ЦОС                                             | Через шейдери                                                   | Через шейдери                                                   | Через шейдери                         | ?                                     |         |
| FreeSync                          | Н/Д               | Н/Д               | Н/Д               | Н/Д               | Н/Д               | Н/Д               | Н/Д                                     | Н/Д                                     | Н/Д                                     | Н/Д                                     | Н/Д                              | Н/Д                              | Н/Д                              | Н/Д                                | Н/Д                                | Н/Д                              | 1 2                                                             | 1 2                                                             | 1 2                                                             | 1 2                                                             | 1 2                                   | 1 2                                   |         |
| HDCP                              | ?                 | ?                 | ?                 | ?                 | ?                 | ?                 | ?                                       | ?                                       | ?                                       | ?                                       | ?                                | ?                                | ?                                | ?                                  | ?                                  | ?                                | 1.4                                                             | 1.4                                                             | 1.4 2.2                                                         | 1.4 2.2                                                         | 1.4 2.2 2.3                           | ?                                     |         |
| PlayReady                         | Н/Д               | Н/Д               | Н/Д               | Н/Д               | Н/Д               | Н/Д               | Н/Д                                     | Н/Д                                     | Н/Д                                     | Н/Д                                     | Н/Д                              | Н/Д                              | Н/Д                              | Н/Д                                | Н/Д                                | Н/Д                              | Н/Д                                                             | Н/Д                                                             | 3.0                                                             | Ні                                                              | 3.0                                   | ?                                     |         |
| Підтримка екранів                 |                   |                   |                   |                   |                   | 1–2               | 2                                       | 2                                       | 2                                       | 2                                       | 2                                | 2                                | 2                                | 2–6                                | 2–6                                | 2–6                              | 2–6                                                             | 2–6                                                             | 2–6                                                             | 2–6                                                             | ?                                     | ?                                     |         |
| Макс. роздільна здатність дисплея | ?                 | ?                 | ?                 | ?                 | ?                 | ?                 | ?                                       | ?                                       | ?                                       | ?                                       | ?                                | ?                                | ?                                | 2–6 × 2560×1600                    | 2–6 × 2560×1600                    | 2–6 × 4096×2160 @ 60 Гц          | 2–6 × 4096×2160 @ 60 Гц                                         | 2–6 × 4096×2160 @ 60 Гц                                         | 2–6 × 5120×2880 @ 60 Гц                                         | 3 × 7680×4320 @ 60 Гц                                           | 7680×4320 @ 60 Гц PowerColor          | 7680×4320 @ 60 Гц PowerColor          |         |
| /drm/radeon                       |                   |                   |                   |                   |                   | Так               | Так                                     | Так                                     | Так                                     | Так                                     | Так                              | Так                              | Так                              | Так                                | Так                                | Так                              | Так                                                             | Н/Д                                                             | Н/Д                                                             | Н/Д                                                             | Н/Д                                   | Н/Д                                   |         |
| /drm/amdgpu h                     | Н/Д               | Н/Д               | Н/Д               | Н/Д               | Н/Д               | Н/Д               | Н/Д                                     | Н/Д                                     | Н/Д                                     | Н/Д                                     | Н/Д                              | Н/Д                              | Н/Д                              | Н/Д                                | Н/Д                                | Н/Д                              | Н/Д                                                             | Так                                                             | Так                                                             | Так                                                             | Так                                   | Так                                   | Так     |

1. ↑  The Radeon 100 Series has programmable pixel shaders, but do not fully comply with DirectX 8 or Pixel Shader 1.0. See article on R100's pixel shaders.
2. ↑  R300, R400 and R500 based cards do not fully comply with OpenGL 2+ as the hardware does not support all types of non-power of two (NPOT) textures.
3. ↑  OpenGL 4+ compliance requires supporting FP64 shaders and these are emulated on some TeraScale chips using 32-bit hardware.
4. 1 2 3  The UVD and VCE were replaced by the Video Core Next (VCN) ASIC in the Raven Ridge APU implementation of Vega.
5. ↑  Video processing ASIC for video frame rate interpolation technique. In Windows it works as a DirectShow filter in your player. In Linux, there is no support on the part of drivers and / or community.
6. 1 2  To play protected video content, it also requires card, operating system, driver, and application support. A compatible HDCP display is also needed for this. HDCP is mandatory for the output of certain audio formats, placing additional constraints on the multimedia setup.
7. ↑  More displays may be supported with native DisplayPort connections, or splitting the maximum resolution between multiple monitors with active converters.
8. ↑  DRM (Direct Rendering Manager) is a component of the Linux kernel. Support in this table refers to the most current version.